# Abraham Hulk sr.
Abraham Hulk sr. (Londen, 1 mei 1813 – Zevenaar, 23 maart 1897) was een Nederlandse kunstschilder, tekenaar en lithograaf.

## Jeugd
De in 1813 in Engeland geboren Hulk, zoon van de koopman Hendrik Hulk en van Mary Burroughs, verhuisde met zijn ouderlijk gezin naar Nederland. Zijn vader was tijdens de Napoleontische overheersing uitgeweken naar Engeland. Hier had hij gewerkt als koopmansbediende en was later zelfstandig koopman in textiel geworden. Na het vertrek van de Fransen uit Nederland keerde hij terug met een schip volgeladen met Engels laken wat door de gegoede families direct werd opgekocht. Rijk geworden door deze handel kon hij zich met zijn gezin, waaronder Abraham, in een groot pand aan de Nieuwezijds Voorburgwal vestigen. In Londen waren er al zes kinderen geboren, in Amsterdam zouden er nog zeven volgen. Hulk kon door het fortuin van zijn vader de opleiding volgen die hij verkoos.

## Opleiding en Amerika
Hij werd als schilder opgeleid aan de Rijksakademie van beeldende kunsten in Amsterdam. Hij kreeg schilderlessen van Jean August Daiwaille, portretschilder en tweede directeur van de Rijksakademie. Na zijn studie begon hij als portretschilder en vestigde zich aanvankelijk in Londen. In 1833 besloot hij zijn geluk te beproeven in Amerika en boekte een reis op een tweemaster naar Boston. Hier raakte hij onder bekoring van het prachtige natuurschoon in de omgeving met bossen en eilandjes die hij ook schilderde. Vanuit Boston reisde hij door naar New York en Albany in de hoop op meer opdrachten. Toen dit daar ook niet echt wilde lukken keerde hij terug naar Boston waar hij zich in arren moede als scheepsschilder verhuurde voor een dollar per dag. Tot slot ging hij terug naar Manchester en keerde vandaar terug naar Nederland.

## Nederland
Hulk bleef tot 1870 in Nederland wonen waar hij zich specialiseerde in het schilderen van landschappen en zeegezichten. Zijn schilderstijl is romantisch en verwant aan die van J. C. Schotel en Louis Meijer. In zijn schilderijen gaf hij een sfeerbeeld van schepen op zee in diverse weersomstandigheden. Hierbij had hij een voorkeur voor zeegezichten bij rustig weer en in zonsopgang of bij maanlicht of schemering. Hij was onder meer werkzaam in Amsterdam, Enkhuizen, Haarlem, Nijkerk en in Oosterbeek. In Enkhuizen schilderde hij ook zeegezichten vanaf het landperspectief met daarop vissers die hun werkzaamheden uitvoeren aan de kant van hun schepen. In Oosterbeek ontmoette hij Hendrik Willem Mesdag. Werk van Hulk werd in meerdere plaatsen in Nederland tentoongesteld, onder meer in Amsterdam, Den Haag, Groningen, Rotterdam en Utrecht. In 1861 werd hij benoemd tot erelid van de Academie van Sint-Petersburg. In 1870 besloot hij terug te keren naar zijn geboorteland Engeland. Hij overleed in 1897 in Zevenaar op 83-jarige leeftijd.

## Kennisoverdracht, invloed en nalatenschap
Hulk leerde het schildersvak aan zijn broer Johannes Frederik en aan drie van zijn in totaal vier zonen Hendrik, Willem Frederik en Abraham. De laatste zou net als zijn vader grote delen van zijn leven in Engeland doorbrengen en werd daar bekend als landschapsschilder. Daarnaast was Hulk leraar van de schilder Adrianus David Hilleveld. Ook zijn neef John Frederik Hulk (1855-1913) was schilder. Deze schilderde onder meer riviergezichten met watervogels en de Engelse vossenjacht met honden.

## Werk
Werk van Hulk bevindt zich onder meer in de collecties van het Scheepvaartmuseum in Amsterdam, het Amsterdam Museum, het Zuiderzeemuseum in Enkhuizen, het Teylers Museum in Haarlem en in het Rijksmuseum Twenthe in Enschede. Ook buiten Nederland zijn werken van hem opgenomen in museale collecties. In het Rijksprentenkabinet in Amsterdam bevindt zich een zelfportret van Hulk.
- Biografisch Portaal: 82201556
- Gemeinsame Normdatei: 117055972
- International Standard Name Identifier: 0000 0000 6674 9680
- Nederlandse Thesaurus van Auteursnamen: 070091528
- RKD-Nederlands Instituut voor Kunstgeschiedenis: 40491
- Union List of Artist Names: 500027480
- Virtual International Authority File: 10613017
- WorldCat: E39PBJp9xMhQfRJjW8384MXcfq